# オーベルト (小惑星)
オーベルト (9253 Oberth) は小惑星帯にある小惑星。パロマー天文台のトム・ゲーレルスとライデン天文台のファン・ハウテン夫妻が発見した。
ルーマニア出身で、主にドイツで活動したロケット工学者のヘルマン・オーベルトに因んで名付けられた。